# Nagykállói járás
A Nagykállói járás Szabolcs-Szatmár-Bereg vármegyéhez tartozó járás Magyarországon, amely 2013-ban jött létre. Székhelye Nagykálló. Területe 377,36 km², népessége 30 430 fő, népsűrűsége pedig 81 fő/km² volt 2013. elején. 2013. július 15-én két város (Nagykálló és Balkány) és hat község tartozott hozzá.
A Nagykállói járás a járások 1983. évi megszüntetése előtt is létezett, 1978-ig, és székhelye az állandó járási székhelyek kijelölése (1886) óta mindvégig Nagykálló volt. Az 1950-es megyerendezésig Szabolcs vármegyéhez tartozott, azután Szabolcs-Szatmár megyéhez.

## Fekvése
A Nagykállói járás hat másikkal szomszédos: északról a Nyíregyházi, északkeletről a Baktalórántházai, keletről a Nyírbátori, délről a Hajdúhadházi, délkeletről a Nyíradonyi, nyugatról pedig a Hajdúböszörményi járás határolja.

## Települései
| Település   | Rang (2013. július 15.) | Közös hivatal | Kistérség (2013. január 1.) | Népesség (2013. január 1.) | Terület (km²) | Településvezető                                   |
| ----------- | ----------------------- | ------------- | --------------------------- | -------------------------- | ------------- | ------------------------------------------------- |
| Nagykálló   | járásszékhely város     | Nagykálló     | Nagykállói                  | 9 469                      | 68,52         | Horváth Tibor (független)                         |
| Balkány     | város                   |               | Nagykállói                  | 6 468                      | 89,99         | Pálosi László (Fidesz–KDNP)                       |
| Kállósemjén | nagyközség              |               | Nagykállói                  | 3 600                      | 54,52         | Belicza László (Fidesz–KDNP)                      |
| Biri        | község                  | Geszteréd     | Nagykállói                  | 1 424                      | 22,59         | Almási Katalin (Fidesz–KDNP)                      |
| Bököny      | község                  |               | Nagykállói                  | 3 221                      | 35,47         | Piskolczi Géza (független)                        |
| Érpatak     | község                  | Nagykálló     | Nagykállói                  | 1 692                      | 31,33         | Nagy Imre Attiláné (független)                    |
| Geszteréd   | község                  | Geszteréd     | Nagykállói                  | 1 761                      | 33,5          | Szabó József (Fidesz–KDNP)                        |
| Szakoly     | község                  |               | Nagykállói                  | 2 795                      | 41,44         | Bacskai Erzsébet (Polgárok Egyesülete Szakolyért) |